# Arlena di Castro
Arlena di Castro település Olaszországban, Viterbo megyében. Lakosainak száma 839 fő (2023. január 1.). Arlena di Castro Piansano, Tessennano, Cellere és Tuscania községekkel határos.

## Népesség
A település népességének változása:
| Lakosok száma | 873  | 870  | 839  |
|               | 2017 | 2018 | 2023 |